# Piko

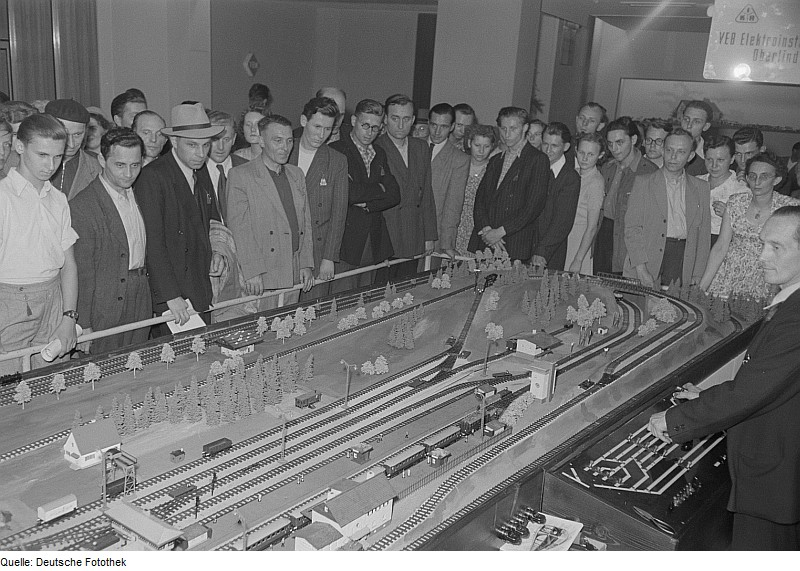
PIKO Modelspoorbaan op een tentoonstelling van de VEB Elektroinstallation Oberlind, 1953

Piko is een fabrikant van modeltreinen en ander speelgoed en is gevestigd in Sonneberg (Thüringen). Sinds 1992 is de naam Piko Spielwaren GmbH en is het bedrijf na de firma's Märklin, Fleischmann en Roco de vierde grootste fabrikant op het gebied van het populaire H0 formaat. Sinds 1952 worden modellen geleverd met de naam PIKO. Deze handelsnaam is een afkorting van de Duitse woorden PIonier KOnstruktion.

## VEB PIKO Sonneberg
Het bedrijf was een Volkseigener Betrieb (VEB) in de Duitse Democratische Republiek (DDR). In 1961 begon, voortbouwend op de ervaring in de modelspoor, de ontwikkeling van een tweede productietak, het elektromechanische speelgoed. Deze productgroep produceerde bijvoorbeeld een amfibievoertuig en later de computerauto Kybernet.
Met de oprichting van het PIKO-Kombinat in 1974 werden bijvoorbeeld Elmes (later: VEB Anker Mechanik Eisfeld), Prefo en Presu rechtstreeks onder PIKO geplaatst. Dat veranderde pas in 1981 met de oprichting van VEB Kombinat Spielwaren Sonneberg. In 1989 bestond PIKO uit 15 bedrijfsonderdelen en ongeveer 1000 werknemers.
In 1992 werd VEB PIKO Sonneberg geprivatiseerd en heet sindsdien PIKO Spielwaren GmbH. Het bedrijf heeft meer dan 600 werknemers op de productielocaties in Sonneberg en Chashan (Dongguan) in China.

## Productassortiment
Piko produceert modellen in de schalen G (1:22,5), H0 (1:87), TT (1:120) en N (1:160).
Voor deze schalen biedt Piko een groot assortiment van locomotieven, wagons, rails en aanverwante toebehoren waaronder veel modellen naar Nederlands voorbeeld.
Naast rollend materieel en spoor produceert Piko ook een uitgebreid aanbod van huisjes en gebouwen voor de schalen G, H0 en N. De gebouwen voor de G-schaal zijn uiteraard ook weerbestendig.